# 中国青年志愿者协会
中国青年志愿者协会，简称中青协，是在共青团中央指导下，由志愿从事社会公益事业与社会保障事业的各界青年组成的全国性社会团体。

## 历史
1993年12月，共青团中央开始实施中国青年志愿者行动，是“跨世纪青年文明工程”的一个重要项目。12月19日，按照共青团中央的统一部署，2万多名铁路青年率先打起了“青年志愿者”的旗帜，在京广铁路沿线开展为旅客送温暖志愿服务，这标志青年志愿者行动在全国正式启动。
1994年3月，共青团中央、全国青联、全国学联出台《关于实施中国青年志愿者“一助一”长期服务计划的意见》，决定以“全国青年志愿者学雷锋奉献日”活动为开端，实施长期“一助一”志愿者服务计划。服务对象主要是有特殊贡献的老知识分子、老干部、老英雄、见义勇为英雄和有特殊困难的烈军属、伤残人、五保户及其他特困户等社会成员。
1994年12月5日（国际志愿者日），中国青年志愿者协会成立大会在北京举行。胡锦涛向大会发出贺信，荣毅仁出席大会并发表讲话。1997年12月，江泽民总书记为“中国青年志愿者”亲笔题名。1998年11月，组建首届研究生支教团。2000年，共青团中央、中国青年志愿者协会共同决定把每年的3月5日作为“中国青年志愿者服务日”。

## 组织机构
中国青年志愿者协会协会最高权力机构是全国会员代表大会，大会选举产生理事会，作为闭会时期的执行机构。
秘书处
- 综合协调部
- 项目指导部
- 组织培训部
- 项目管理部
- 文化宣传部

专业委员会
- 公益创业工作委员会
- 理论研究工作委员会
- 文化宣传工作委员会
- 高校志愿者工作委员会
- 企业志愿者工作委员会
- 权益保护工作委员会
- 项目发展委员会
- 基金管理与社会合作委员会

## 历任领导
第一届理事会
- 任期：1994年12月－2000年1月
- 理事长：刘鹏 → 巴音朝鲁
- 副理事长：袁纯清、吉炳轩、孔繁壮、张晋峰、刘增田、郭建模、郑杭生

第二届理事会
- 任期：2000年1月－2010年12月
- 理事长：巴音朝鲁 → 孙金龙（2002年3月2日[5]） → 赵勇（2004年6月24日当选[6]） → 杨岳（2006年4月当选[7]） → 卢雍政（2009年2月当选）
- 副理事长：胡春华（常务）、谢伯阳、孙寿山、杨新力、张磊、靳诺、李文海

第三届理事会
- 任期：2010年12月－2014年12月
- 会长：周长奎
- 副会长：
- 秘书长：

第四届理事会
- 任期：2014年12月－2019年10月
- 会长：汪鸿雁
- 副会长：侯宝森、杨松、白岩松、申兆军、刘政磐、许晓艳、杨扬、佟丽华、徐本禹、谢海山、谭建光
- 秘书长：杨松

第五届理事会
- 任期：2019年10月[8]－
- 会长：奇巴图
- 副会长：张朝晖、刘剑波、白岩松、过勇、杨扬、陈翀、侯宝森、徐本禹、梁宏正、廉思
- 秘书长：张朝晖

## 荣誉
- 全国抗震救灾英雄集体
- 全国民族团结进步模范集体
- 国家西部大开发突出贡献集体